# Drangajökull
Drangajökull är en glaciär i republiken Island.  Den ligger i regionen, i den nordvästra delen av landet, 230 km norr om huvudstaden Reykjavík. Arean är 160 kvadratkilometer.
Drangjökulls största glaciärtungor  är uppkallade efter fjordarna som de flyter mot: Þaralátursfjarðarjökull, Reykjafjarðarjökull, Kaldalónsjökull, Leirufjarðarjökull och Bjarnarfjarðarjökull.